# Zion Apostolic Church of South Africa
Zion Apostolic Church of South Africa (ZAC) är en sionistkyrka i södra Afrika, grundad omkring 1917 av Elias Mahlangu.
Mahlangu var tidigare verksam inom Apostolic Faith Mission of South Africa (AFMSA) och fortsatte de första åren efter ZAC:s bildande att, i långa stycken, tillämpa den traditionella västerländska gudstjänstordning parad med trefaldig nedsänkning (efter förebild från Christian Catholic Church) som praktiserades inom AFMSA.
Men Mahlangu införde dessutom snart seder (liknande dem inom amaNazaretha) som att bära vita mantlar, undvika att raka sig och ta av sig skorna i kyrkorummet. Detta ledde till spänningar inom ZAC. Edward Lion och Engenas Lekganyane lämnade kyrkan 1920 och bildade Zion Apostolic Faith Mission.